# 各務原競馬場

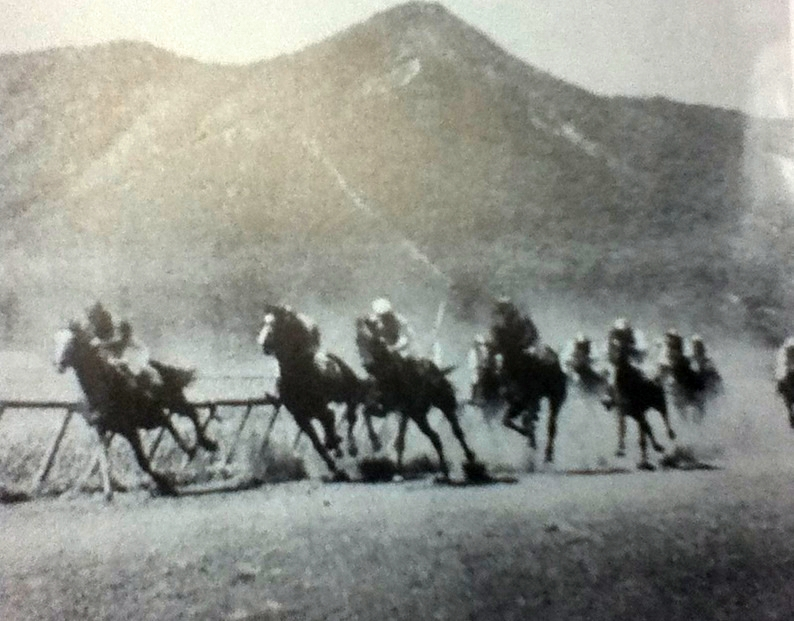
各務原競馬場（1938年（昭和13年））

各務原競馬場（かかみがはらけいばじょう）は、岐阜県稲葉郡鵜沼村（現在の各務原市）の競馬場である。

## 歴史
- 1927年（昭和2年）：地方競馬規則公布により海津郡高須町（現在の海津市）に高須競馬場が開設される。
- 1928年（昭和3年）：岐阜競馬倶楽部が岐阜市に結成される。宮崎競馬場の誘致を計画したが頓挫する。
- 1931年（昭和6年）：岐阜競馬倶楽部が高須競馬場を買収。稲葉郡鵜沼村に移転し、各務原競馬場に改称する。毎年春と秋に開催されたという。
- 1939年（昭和14年）：軍馬資源保護法により廃止。経営が上手くいっていなかったこともあり、実質笠松競馬場と統合された。

## 現況
区画整理のため、痕跡は全くないが、競馬場を北東から南西へと斜めに横切っていた道路の一部が残っている。